# 134 (getal)
134 is het natuurlijke getal volgend op 133 en voorafgaand aan 135.
134 is een niettotiënt en nietcototiënt.